# GAC Toyota Engine
GAC Toyota Engine, vorher Guangzhou Toyota Engine oder Guangqi Toyota Engine, ist ein Hersteller von Motoren aus der Volksrepublik China. Die Abkürzung lautet GTE.

## Unternehmensgeschichte
Das Unternehmen wurde am 24. Februar 2004 in Guangzhou gegründet. Eine andere Quelle nennt nur den Februar 2004. Beteiligt sind die Guangzhou Automobile Industry Group mit 30 % und Toyota mit 70 %. Im Oktober 2005 begann die Motorenproduktion. Im September 2011 wurde bekannt, dass die Anteile unverändert waren. Zu der Zeit waren etwa 1500 Mitarbeiter beschäftigt.

## Produkte
Das Unternehmen stellt Motoren für Automobile her. Abnehmer ist GAC Toyota Motor.